# Amber van der Meij
Amber van der Meij (* 24. März 2001 in Diemen) ist eine niederländische Handballspielerin auf der Position Rückraum Mitte. Auch als Beachhandballspielerin spielt sie in der zentralen Defensive.
Van der Meij war eine der drei Kandidatinnen für die Sportlerin des Jahres 2019 ihrer Heimatstadt Diemen und gewann diese Auszeichnung im Januar 2020.

## Hallenhandball
Amber van der Meij spielt für den S. V. Zeeburg.

## Beachhandball
Im Beachhandball tritt van der Meij für den niederländischen Spitzenverein Amsterdam Beachhandball an.

### Juniorinnenbereich
Ihre bislang größeren Erfolge erreichte van der Meij im Beachhandball, wo sie 2016 in Nazaré erstmals an Junioreneuropameisterschaften (U 16) teilnahm. Beim ersten Sieg gegen Russland sowie beim folgenden Sieg in der Vorrunde gegen Spanien blieb sie ohne Torerfolg, musste das Spiel gegen Spanien jedoch nach zwei Zeitstrafen vorzeitig verlassen. Beim Sieg gegen Bulgarien war sie auch mit vier erzielten Punkten beteiligt. Als Gruppenerste zogen die Niederländerinnen in das Viertelfinale gegen Italien ein, das sie in zwei Sätzen klar schlugen. Das hart umkämpfte Halbfinale gegen Norwegen gewannen die Niederlande im Shootout, van der Meij wurde in diesem Spiel mit einer Disziplinarstrafe vom Platz gestellt. Im Finale trafen die Niederländerinnen auch Spanien, das sie in zwei Sätzen bezwangen und vor allem in der ersten Hälfte mit 17:6 Punkten dominierten.
Auch 2017 gehörte van der Meij am Jarun-See bei Zagreb zum niederländischen Aufgebot bei den Junioreneuropameisterschaften (U 17). In der Vorrunde gelangen gegen die Ukraine, Rumänien, Polen und Deutschland klare Zweisatzsiege, nur beim letzten Spiel gegen den Mitfavoriten Ungarn gewannen die Niederländerinnen erst im Shootout. Im ersten Vorrundenspiel steuerte van der Meij vier, gegen Deutschland zwei und gegen Ungarn sogar acht Punkte und damit nach Lynn Klesser und Marit van Ede die drittmeisten Punkte bei. Als unbesiegte Gruppenerste gingen die Niederländerinnen in die K.-o.-Spiele. Auch das Viertelfinalspiel gegen Litauen wurde klar gewonnen. Im Halbfinale wurde Deutschland im Shootout besiegt, van der Meij traf zu zwei Punkten. Das Finale gegen die Auswahl Portugals wurde in zwei hart umkämpften Durchgängen gewonnen, in denen sie vier Punkte beitrug, und die Niederländerinnen gewannen erneut den Titel.
Im Monat darauf gehörte van der Meij zur niederländischen Auswahl, die an den erstmals ausgetragenen U-17-Weltmeisterschaften in Flic-en-Flac auf Mauritius teilnahm. Nach einem deutlichen Sieg über Taiwan in ihrer Vorrundengruppe waren sie als erste der Gruppe für die Hauptrunde qualifiziert, da die beiden anderen Gruppengegnerinnen aus Brasilien und Togo ihre Mannschaften zurückgezogen hatten. In der Hauptrunden-Gruppe wurden mit Kroatien, Argentinien und Ungarn drei Weltklasse-Nachwuchsmannschaften besiegt, wenngleich Argentinien und Ungarn erst im Shootout. Verlustpunktfrei gingen die Niederländerinnen in die K.-o.-Spiele. Nach einem Sieg im Viertelfinale über Thailand wurde im Halbfinale Argentinien besiegt. Erst im Finale musste van der Meij mit ihrer Mannschaft die erste Niederlage des Turniers hinnehmen, sie unterlagen Ungarn im Shootout.

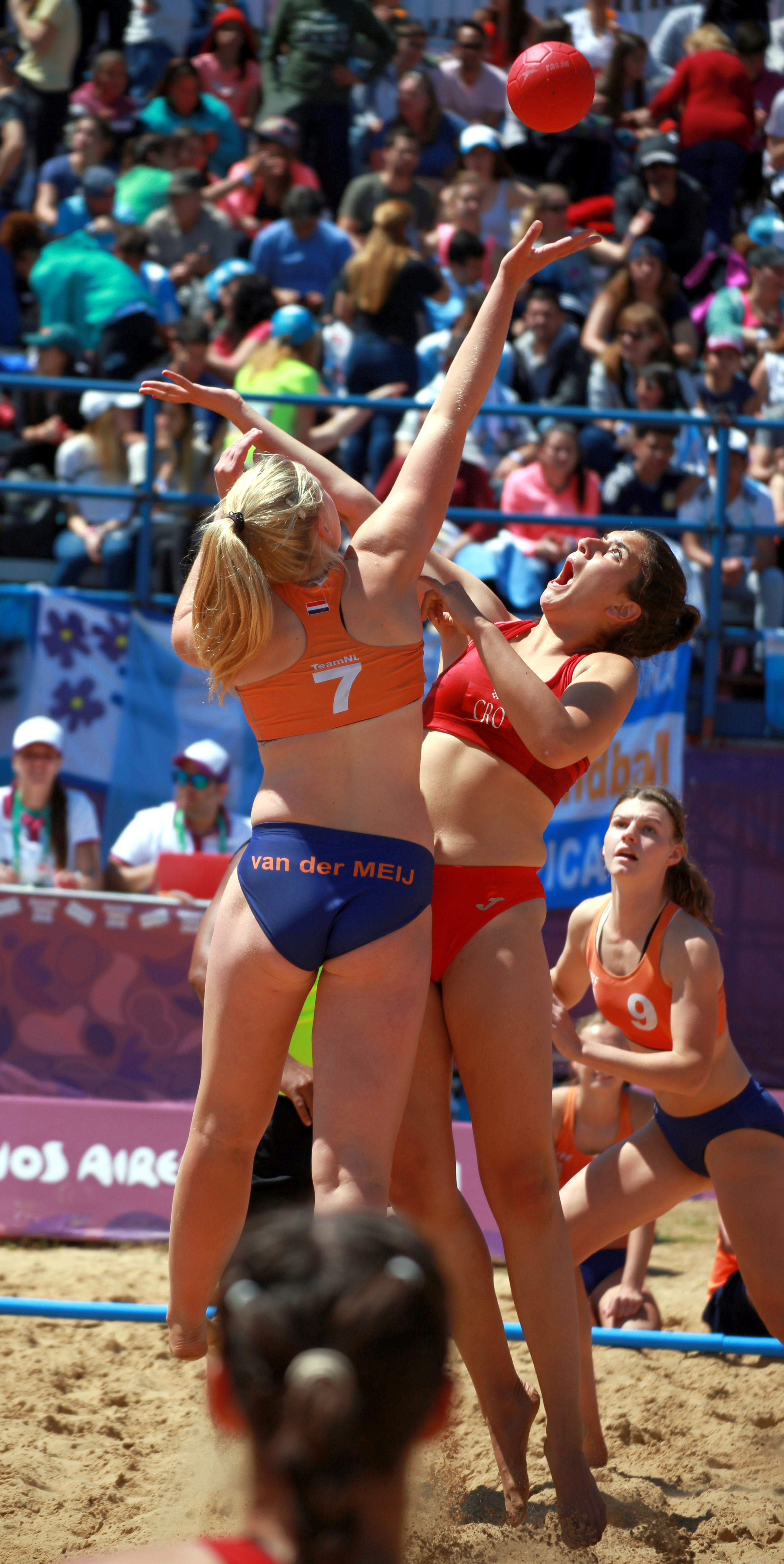
Van der Meij beim Anwurf des Halbfinalspiels gegen die Kroatin Mia Bošnjak bei den Olympischen Jugendspielen

Auch bei den U-18-Junioreneuropameisterschaften 2018 in Ulcinj, Montenegro, gehörte van der Meij zum niederländischen Aufgebot. Alle drei Spiele der Vorrunde gegen die Ukraine, Montenegro und Litauen wurden klar gewonnen. Im ersten Spiel erzielte sie zwei Punkte, im Spiel gegen Montenegro war sie nach Klesser mit zehn Punkten die zweitbeste Torschützin der Niederlande, im dritten Spiel drittbeste Werferin der „Oranjes“ mit sechs Punkten hinter Marit van Ede und Anna Buter. Das Viertelfinale gegen die Kroatinnen gewannen die Niederländerinnen einschließlich zweier Punkte von van der Meij in zwei Sätzen. Im Halbfinale wurde Deutschland besiegt. Im Finale gab es gegen die Mannschaft Ungarns die erste Niederlage des Turniers, van der Meij trug einen Punkt bei.

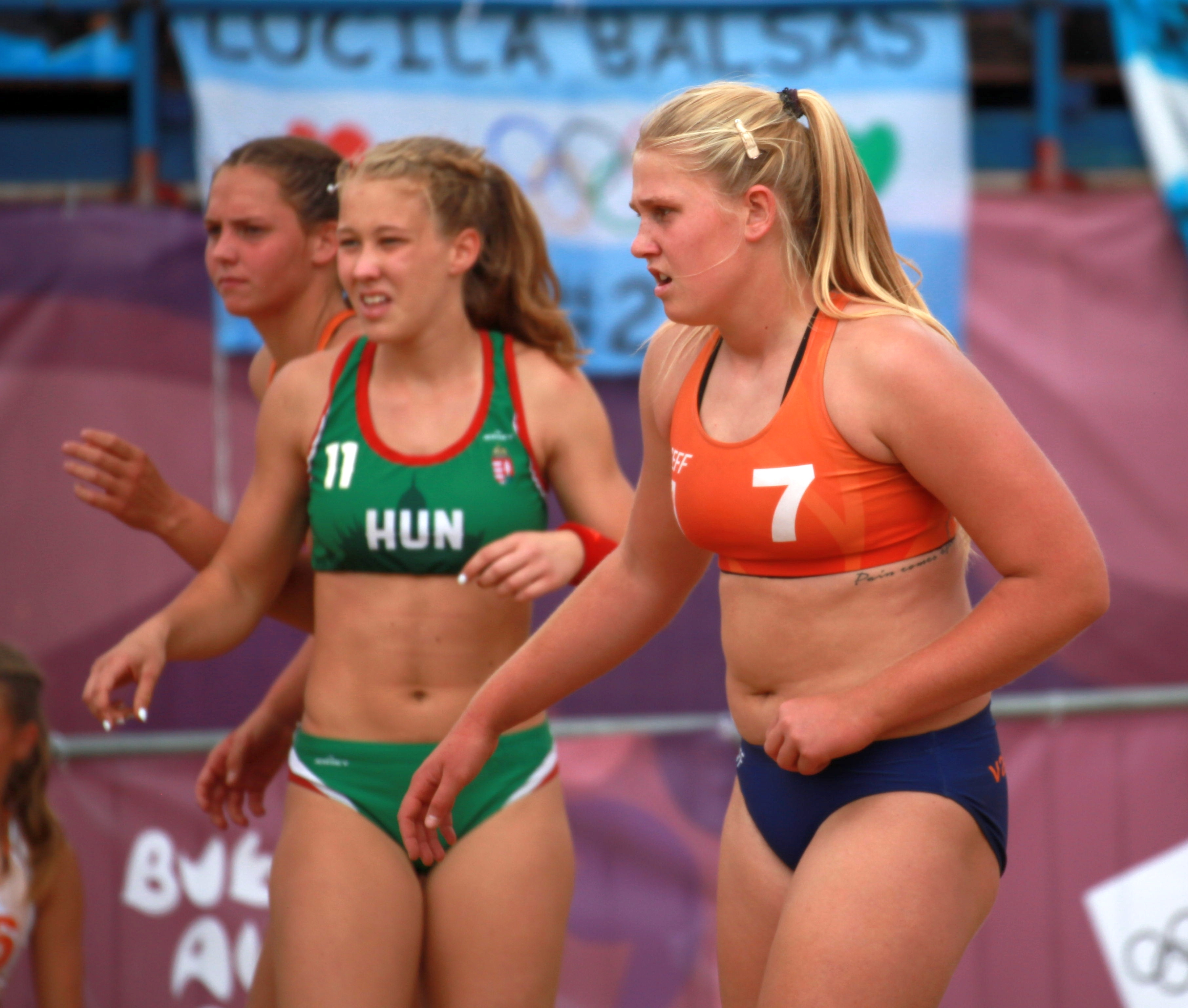
Van der Meij im Spiel um die Bronzemedaille bei den Olympischen Jugendspielen; im Hintergrund Rebeka Benzsay

Zum Höhepunkt und Abschluss der Juniorinnenzeit wurde die Teilnahme an den Olympischen Jugend-Sommerspielen 2018 in Buenos Aires, bei denen erstmals im Rahmen Olympischer Spiele Beachhandball ausgetragen wurde. Beim ersten Sieg gegen Paraguay erzielte van der Meij zwei Punkte und einen Block. Beim deutlichen Sieg über Hongkong erzielte sie acht Punkte, beim Sieg gegen die Türkei war sie mit neun Punkten beste niederländische Werferin. Zudem gab sie zwei Assists, wurde zweimal strafstoßreif gefoult, konnte einen Ball erobern und einen gegnerischen Wurf blocken, womit sie in der Offensive und der Defensive eine herausragende Leistung zeigte. Auch beim Sieg über Venezuela war van der Meij mit 14 Punkten beste Werferin der Niederlande. Beim abschließenden Sieg über die starken Gastgeberinnen wurde sie wieder vorrangig in der Abwehr eingesetzt und erzielte nur zwei Punkte. Beim ersten Spiel in der Hauptrunde, einem 2-1-Sieg im Shootout über Chinesisch Taipeh (Taiwan), agierte van der Meij wieder etwas offensiver und erzielte sechs Punkte, darunter den ersten Treffer im Shootout. Beim Sieg im Shootout über Kroatien agierte van der Meij wieder vor allem defensiv und traf wie bei der Niederlage im Shootout gegen die Ungarinnen jeweils nur zu zwei Punkten. Trotz der Niederlage erreichten die Niederlande als Gruppenerste die Halbfinals. Nach einem bis dahin überzeugenden Turnier unterlagen sie hier jedoch der Mannschaft Kroatiens klar in zwei Sätzen. Auch das Spiel um die Bronzemedaille verloren die Niederländerinnen gegen die Vertretung Ungarns, die Dauerrivalen der letzten Jahre. Mit vier Punkten erzielte van der Meij wieder doppelt so viele wie im Halbfinale und steuerte zudem einen Assist und einen Block bei.

### Frauen

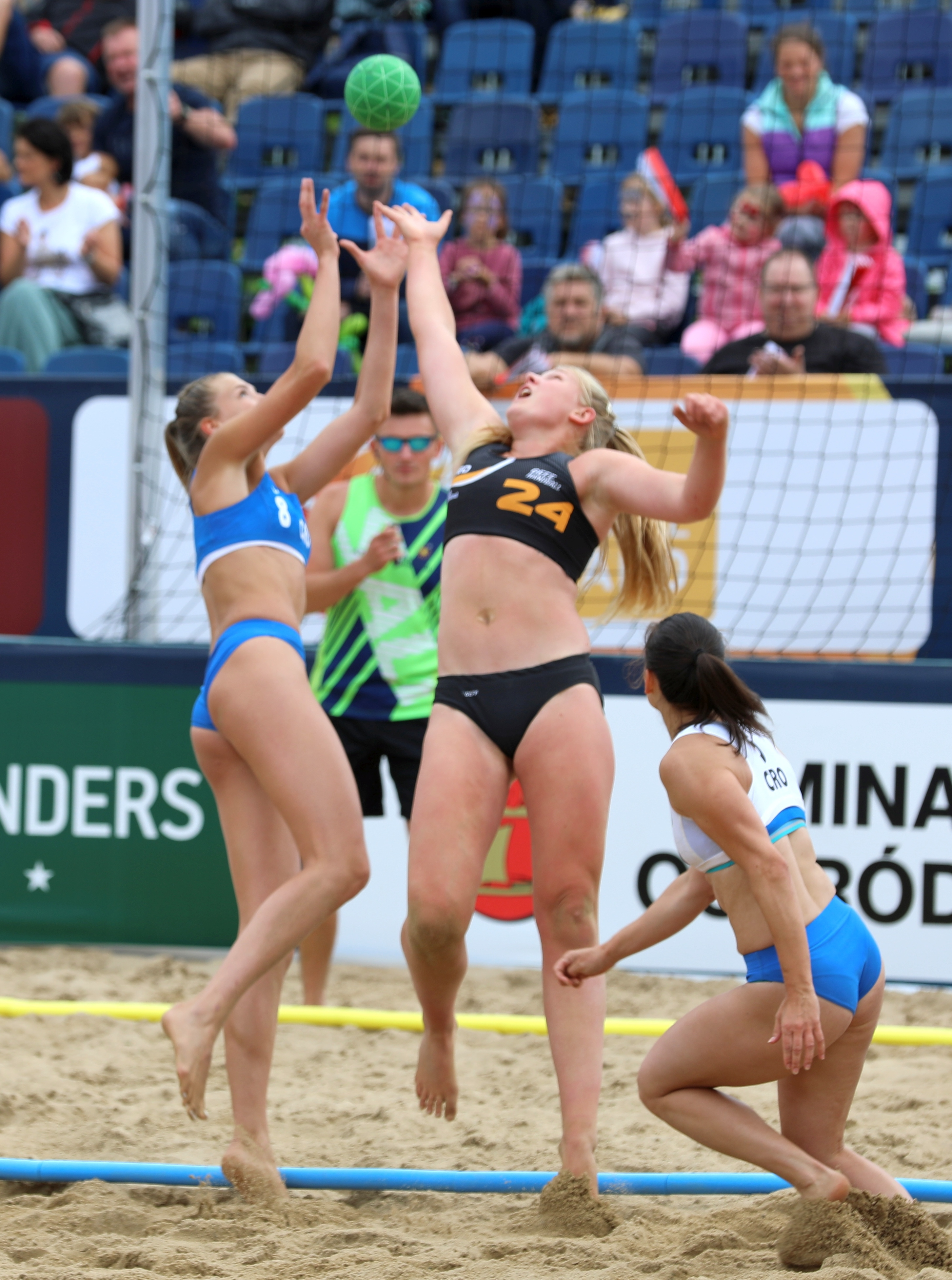
Van der Meij (Mitte) im Kampf um den Ball mit Ana Anđelić, beobachtet von Martina Ćorković im Bronzemedaillenspiel der Beachhandball Euro 2019

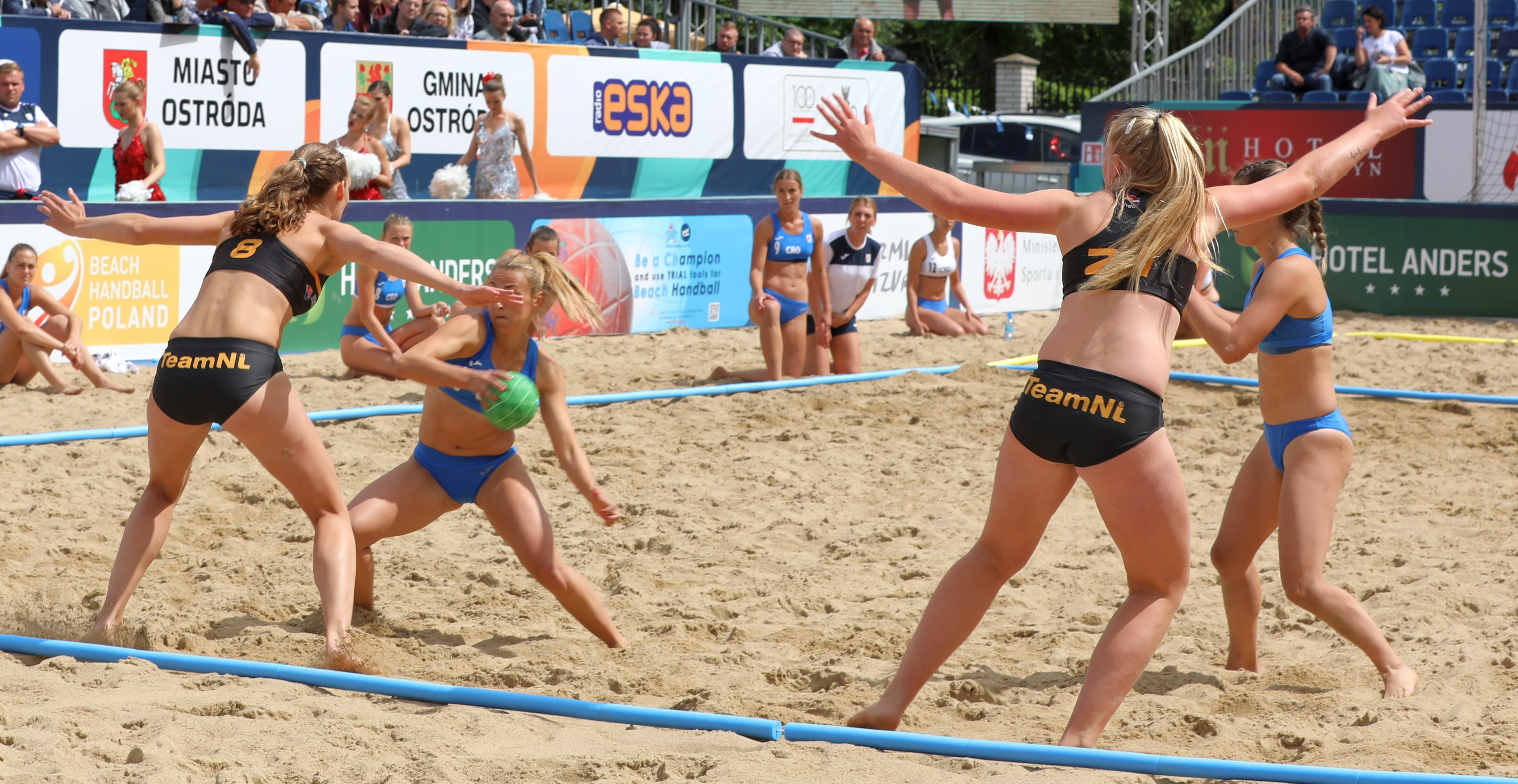
Van der Meij (rechts) in der Abwehr gegen Katja Heraković, links verteidigt Rianne Mol gegen Kristina Smiljanić; Spiel um die Bronzemedaille gegen Kroatien bei der Beachhandball Euro 2019

Im Jahr darauf gehörte van der Meij zum Kader der niederländischen Beachhandball-Nationalmannschaft der Frauen für die Beachhandball Euro 2019 in Stare Jabłonki. Wie ihre Mannschaftskolleginnen Marit van Ede, Lisanne Bakker und Anna Buter schaffte sie damit den direkten Sprung von der Junioren- zur A-Nationalmannschaft, Lynn Klesser wurde erst unmittelbar vor dem Turnier aus dem Aufgebot gestrichen. In der Vorrunde besiegten die Niederländerinnen zunächst Rumänien – das einzige Spiel des Turniers, in dem van der Meij nicht zum Einsatz kam – und die Türkei; die Türkei trat ebenfalls mit der Olympiastarterin Dilek Yılmaz an. Gegen Kroatien, das ebenfalls mit zwei Spielerinnen von den Olympischen Jugendspielen – Anja Vida Lukšić und Petra Lovrenčević – antrat, wurde im Shootout verloren. Es folgte ein Sieg im Shootout über Norwegen. Hinter Norwegen zogen die „Oranjes“ als Zweitplatzierte ihrer Vorrundengruppe in die Hauptrunde ein. Das erste Spiel in der Hauptrunde war ein klarer Sieg über Polen und auch das folgende Spiel gegen die langjährigen Konkurrenten aus Ungarn – auch sie starteten mit fünf Spielerinnen der Olympischen Jugendspiele, Rebeka Benzsay, Csenge Braun, Gréta Hadfi, Réka Király und Gabriella Landi – wurde gewonnen. Nach dem abschließenden Sieg über Portugal zogen die Niederländerinnen als Zweitplatzierte der Hauptrunde hinter Kroatien in die Viertelfinalspiele ein, wo sie auf den amtierenden Weltmeister Griechenland trafen, der im Shootout besiegt wurde. Im Halbfinale kam es einmal mehr zum Duell mit Ungarn, das in zwei Sätzen verloren wurde. Im abschließenden Spiel um die Bronzemedaille wurde Kroatien dieses Mal geschlagen und vor allem im ersten Durchgang fast deklassiert. In diesem Spiel erzielte van der Meij ihre beiden einzigen Punkte des Turniers.

## Erfolge

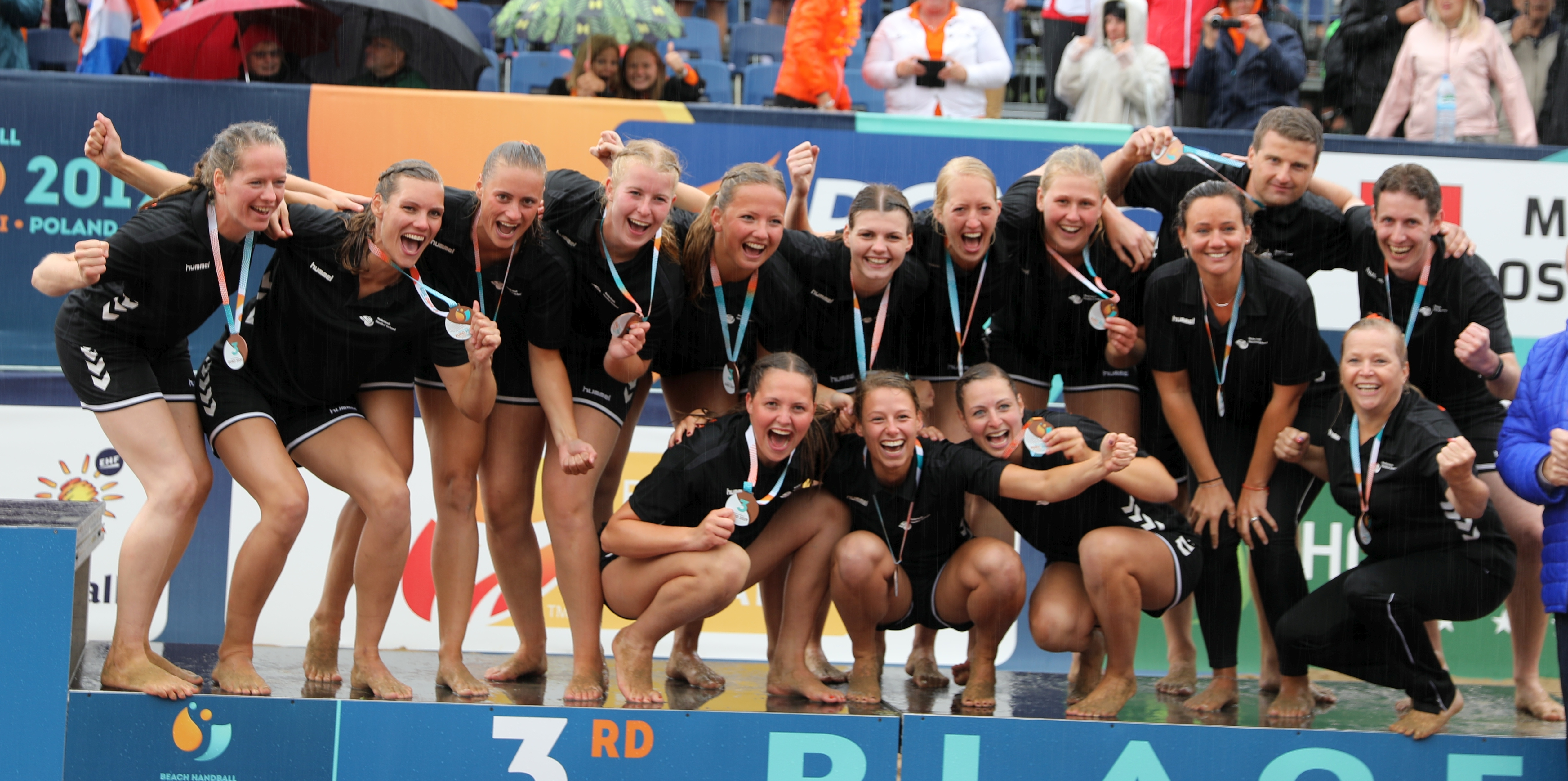
Das niederländische Team mit der Bronzemedaille bei den Europameisterschaften 2019

Europameisterschaften im Beachhandball
- 2019: Bronzemedaille

Olympische Jugendspiele
- 2018: Viertplatzierte

Junioren-Weltmeisterschaften im Beachhandball
- 2017: Vizeweltmeisterin

Junioren-Europameisterschaften im Beachhandball
- 2016: Europameisterin (U 16): Europameisterin
- 2017: Europameisterin (U 17): Europameisterin
- 2018: Europameisterin (U 18): Vizeeuropameisterin

## Einzelbelege
1. ↑  Nominaties sporters van het jaar bekend. Archiviert vom Original am 23. September 2020; abgerufen am 2. September 2020.
2. ↑  Sportprijzen uitgereikt tijdens Kunst in Sport. Abgerufen am 2. September 2020.
3. ↑  DiemerNieuws - 7 juli 2016. Ehemals im Original (nicht mehr online verfügbar); abgerufen am 2. September 2020. (Seite nicht mehr abrufbar. Suche in Webarchiven)
4. ↑  DiemerNieuws - 20 februari 2020. Abgerufen am 2. September 2020.
5. ↑  Webmaster: Oranje U16 beachhandbal succesvol met VOC. In: VOC Amsterdam. Archiviert vom Original am 24. Juni 2021; abgerufen am 2. September 2020 (niederländisch).
6. ↑  European Handball Federation - 2016 Women's ECh Beach Handball 16 / Match Details. Abgerufen am 21. Juli 2020 (englisch).
7. ↑  European Handball Federation - 2016 Women's ECh Beach Handball 16 / Match Details. Abgerufen am 21. Juli 2020 (englisch).
8. ↑  European Handball Federation - 2016 Women's ECh Beach Handball 16 / Match Details. Abgerufen am 21. Juli 2020 (englisch).
9. ↑  European Handball Federation - 2016 Women's ECh Beach Handball 16 / Match Details. Abgerufen am 21. Juli 2020 (englisch).
10. ↑  Jasper Steenhuis: Oranje beachhandbalsters naar halve finale EK. In: Handbal Inside. 9. Juli 2016, abgerufen am 2. September 2020 (niederländisch).
11. ↑  Theo Moras: Maedilon/VZV Beach Handball toernooi. In: Hollands Kroon Actueel. 15. Mai 2017, archiviert vom Original am 24. Juni 2021; abgerufen am 2. September 2020 (niederländisch).
12. ↑  European Handball Federation - 2017 Women's Ech Beach Handball 17 / Match Details. Abgerufen am 6. Juli 2020 (englisch).
13. ↑  European Handball Federation - 2017 Women's Ech Beach Handball 17 / Match Details. Abgerufen am 6. Juli 2020 (englisch).
14. ↑  European Handball Federation - 2017 Women's Ech Beach Handball 17 / Match Details. Abgerufen am 6. Juli 2020 (englisch).
15. ↑  handball-world: Beach-EM: Niederlande und Spanien sichern sich Titel bei der U17. Abgerufen am 3. März 2023.
16. ↑  European Handball Federation - 2017 Women's Ech Beach Handball 17 / Match Details. Abgerufen am 6. Juli 2020 (englisch).
17. ↑  admin: Great matches on the sand of the first day of EURO | BH Euro 2017 YAC. Abgerufen am 2. September 2020 (amerikanisches Englisch).
18. ↑  DiemerNieuws - 20 juli 2017. Archiviert vom Original am 15. Mai 2021; abgerufen am 2. September 2020.
19. ↑  European Handball Federation - 2018 Women's ECh Beach Handball 18 / Match Details. Abgerufen am 2. September 2020 (englisch).
20. ↑  European Handball Federation - 2018 Women's ECh Beach Handball 18 / Match Details. Abgerufen am 2. September 2020 (englisch).
21. ↑  European Handball Federation - 2018 Women's ECh Beach Handball 18 / Match Details. Abgerufen am 2. September 2020 (englisch).
22. ↑  European Handball Federation - 2018 Women's ECh Beach Handball 18 / Match Details. Abgerufen am 2. September 2020 (englisch).
23. ↑  Advance Communications: Nederlands Beach Handbalteam U18 gaat voor Olympisch goud! | Handbalstartpunt - Dé handbalwebsite van Nederland. Abgerufen am 30. September 2019 (niederländisch).
24. ↑  2018 Summer Youth Olympics Official Result Book Beach handball
25. ↑  https://beachhandball.nl/oranje/
26. ↑  https://www.diemernieuws.nl/nieuws/sport/139772/diemense-amber-van-der-meij-naar-ek-
27. ↑  https://www.handbalstartpunt.nl/nieuws/Beachhandbalsters-veroveren-bronzen-medaille-op-ek/
28. ↑  European Handball Federation - 2019 Women's ECh Beach Handball / Match Details. Abgerufen am 6. Juli 2020 (englisch).
29. ↑  European Handball Federation - 2019 Women's ECh Beach Handball / Match Details. Abgerufen am 6. Juli 2020 (englisch).
30. ↑  European Handball Federation - 2019 Women's ECh Beach Handball / Match Details. Abgerufen am 6. Juli 2020 (englisch).
31. ↑  European Handball Federation - 2019 Women's ECh Beach Handball / Match Details. Abgerufen am 6. Juli 2020 (englisch).

| Personendaten    | Personendaten                     |
| ---------------- | --------------------------------- |
| NAME             | Meij, Amber van der               |
| KURZBESCHREIBUNG | niederländische Handballspielerin |
| GEBURTSDATUM     | 24. März 2001                     |
| GEBURTSORT       | Diemen                            |